# Конехос (Колорадо)
Конехос (англ. Conejos) — переписна місцевість (CDP) в США, в окрузі Конехос штату Колорадо. Населення — 46 осіб (2020).

## Географія
Конехос розташований за координатами 37°5′14″ пн. ш. 106°0′58″ зх. д. / 37.08722° пн. ш. 106.01611° зх. д. (37.087257, -106.015993).  За даними Бюро перепису населення США в 2010 році переписна місцевість мала площу 1,25 км², уся площа — суходіл.

## Демографія
Згідно з переписом 2010 року, у переписній місцевості мешкало 58 осіб у 25 домогосподарствах у складі 15 родин. Густота населення становила 46 осіб/км².  Було 39 помешкань (31/км²).
Расовий склад населення:
| - 62,1 % — білих - 37,9 % — осіб інших рас |

До двох чи більше рас належало 0,0 %. Частка іспаномовних становила 82,8 % від усіх жителів.
За віковим діапазоном населення розподілялося таким чином: 29,3 % — особи молодші 18 років, 48,3 % — особи у віці 18—64 років, 22,4 % — особи у віці 65 років та старші. Медіана віку мешканця становила 39,5 року. На 100 осіб жіночої статі у переписній місцевості припадало 107,1 чоловіків;  на 100 жінок у віці від 18 років та старших — 86,4 чоловіків також старших 18 років.
За межею бідності перебувало 6,6 % осіб, у тому числі 0,0 % дітей у віці до 18 років та 0,0 % осіб у віці 65 років та старших.
Цивільне працевлаштоване населення становило 25 осіб. Основні галузі зайнятості: освіта, охорона здоров'я та соціальна допомога — 48,0 %, публічна адміністрація — 20,0 %.